# Àlgebra de Lie simple
En àlgebra, una àlgebra de Lie simple és una àlgebra de Lie que no és abeliana i no conté ideals propis diferents de zero. La classificació d'àlgebres de Lie simples reals és un dels principals assoliments de Wilhelm Killing i Élie Cartan.
Una suma directa d'àlgebres de Lie simples s'anomena àlgebra de Lie semisimple.
Un grup de Lie simple és un grup de Lie connectat l'àlgebra de Lie del qual és simple.

## Àlgebres de Lie simples complexes
Una àlgebra de Lie complexa simple de dimensions finites és isomòrfica a qualsevol dels següents: {\displaystyle {\mathfrak {sl}}_{n}\mathbb {C} }, {\displaystyle {\mathfrak {so}}_{n}\mathbb {C} }, {\displaystyle {\mathfrak {sp}}_{2n}\mathbb {C} } (àlgebres clàssiques de Lie) o una de les cinc àlgebres de Lie excepcionals.

A cada complex de dimensions finites semisimple àlgebra de Lie {\displaystyle {\mathfrak {g}}}, existeix un diagrama corresponent (anomenat diagrama de Dynkin ) on els nodes denoten les arrels simples, els nodes estan units (o no s'uneixen) per un nombre de línies depenent dels angles entre les arrels simples i les fletxes es posen per indicar si les arrels són més llargues o més curtes. El diagrama de Dynkin de {\displaystyle {\mathfrak {g}}} està connectat si i només si {\displaystyle {\mathfrak {g}}} és senzill. Tots els possibles diagrames de Dynkin connectats són els següents:
on n és el nombre de nodes (les arrels simples). La correspondència dels diagrames i àlgebres simples complexes de Lie és la següent:
(An) {\displaystyle \quad {\mathfrak {sl}}_{n+1}\mathbb {C} }
(Bn) {\displaystyle \quad {\mathfrak {so}}_{2n+1}\mathbb {C} }
(Cn) {\displaystyle \quad {\mathfrak {sp}}_{2n}\mathbb {C} }
(Dn) {\displaystyle \quad {\mathfrak {so}}_{2n}\mathbb {C} }
La resta, àlgebres de Lie excepcionals.

## Àlgebres de Lie reals simples
Si {\displaystyle {\mathfrak {g}}_{0}} és una àlgebra de Lie simple real de dimensions finites, la seva complexació és (1) simple o (2) un producte d'una àlgebra de Lie complexa simple i el seu conjugat. Per exemple, la complexitat de {\displaystyle {\mathfrak {sl}}_{n}\mathbb {C} } pensat com una autèntica àlgebra de Lie {\displaystyle {\mathfrak {sl}}_{n}\mathbb {C} \times {\overline {{\mathfrak {sl}}_{n}\mathbb {C} }}}. Així, una àlgebra de Lie simple real es pot classificar mitjançant la classificació d'àlgebres de Lie simples complexes i alguna informació addicional. Això es pot fer mitjançant diagrames Satake que generalitzen els diagrames de Dynkin. Vegeu també Taula de grups de Lie # àlgebres de Lie reals per obtenir una llista parcial d'àlgebres de Lie simples reals.